# 汉学三杰
汉学三杰通常指费正清之后北美的三位汉学家——哈佛大学教授孔飞力、加州大学伯克利分校教授魏斐德和耶鲁大学教授史景迁。史景迁以叙事和文笔见长，孔飞力以方法和视角见长，而魏斐德以选题和史料见长。
一般认为，这三位汉学家属于北美汉学谱系中继第一代费正清和第二代列文森、史华慈、芮玛丽之后的第三代。这一说法可以追溯到美国历史学家柯文《在中国发现历史》（1984年）乃至更早。